# Restrepia wageneri
Restrepia wageneri är en orkidéart som beskrevs av Heinrich Gustav Reichenbach. Restrepia wageneri ingår i släktet Restrepia och familjen orkidéer. Inga underarter finns listade i Catalogue of Life.

## Bildgalleri

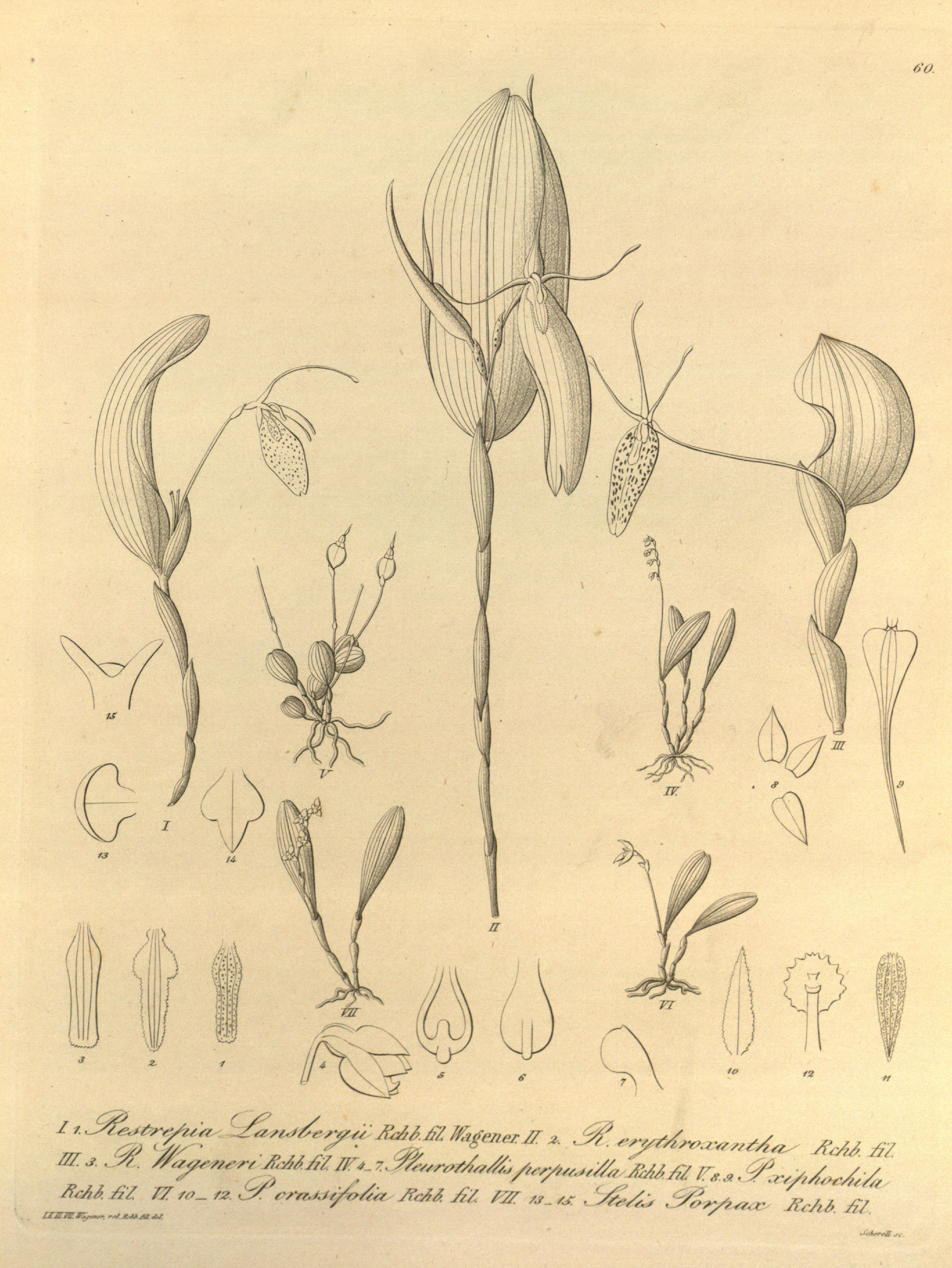